# Dorfkirche Lindenhagen

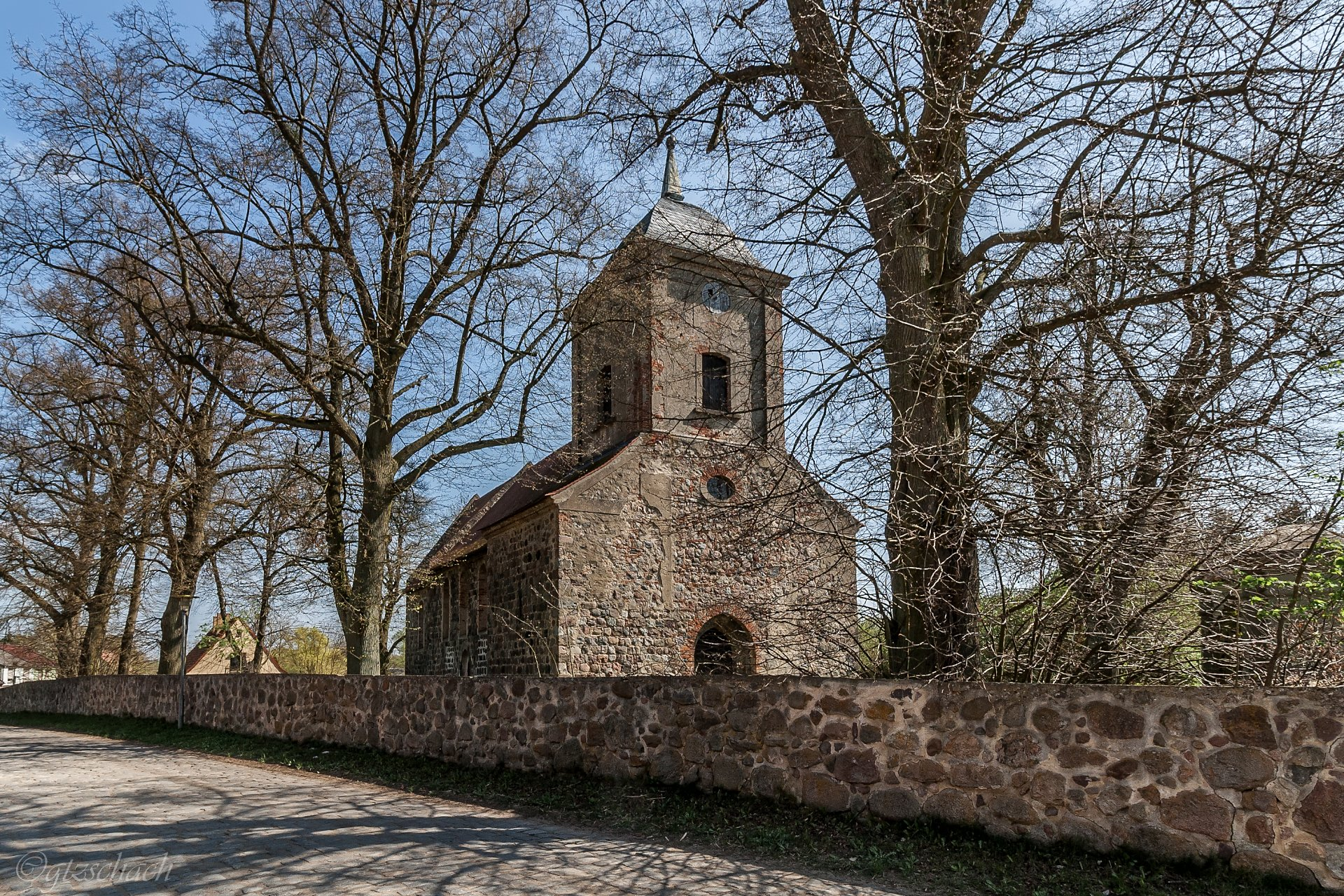
Dorfkirche Lindenhagen

Die evangelische, denkmalgeschützte Dorfkirche Lindenhagen steht in Lindenhagen, einem zum Ortsteil Röpersdorf/Sternhagen gehörenden Gemeindeteil der Gemeinde Nordwestuckermark im Landkreis Uckermark in Brandenburg. Die Kirche gehört zur Kirchengemeinde Potzlow-Lindenhagen im Kirchenkreis Uckermark der Evangelischen Kirche Berlin-Brandenburg-schlesische Oberlausitz.

## Beschreibung
Die Feldsteinkirche wurde in der zweiten Hälfte des 13. Jahrhunderts gebaut. Sie besteht aus einem Langhaus, einem eingezogenen Chor im Osten, einer Sakristei an dessen Südwand und einem Kirchturm im Westen, dessen Erdgeschoss über die Breite des Langhauses hinausgeht. Das Kirchenpatronat lag zur Zeit der Erbauung bei der Familie von Bentz. Als diese Linie ausstarb, übernahm die Stadt Prenzlau ab 1465 die Leitung über die Kirche. Dennoch fielen Dorf und Kirche für rund 200 Jahre wüst.
Neues Leben kam durch die Ansiedlung der Hugenotten, die im letzten Drittel des 17. Jahrhunderts den Landstrich bevölkerten. Sie erneuerten 1706 das Gestühl und die Empore. Aus der Prenzlauer Kirchengemeinde St. Nikolai wurde ein lutherischer Pfarrer nach Lindenhagen geschickt, um den Patronatsanspruch aufrechtzuerhalten. Die Stadt Prenzlau stiftete im Jahr 1708 eine verzierte, hölzerne Kanzel, die einen Kontrast zur ansonsten schlichten, reformatorischen Kirchenausstattung darstellte. Der Kirchturm wurde 1793 mit einem eingezogenen quadratischen Geschoss aufgestockt, das mit Lisenen an den Ecken verziert ist und mit einer schiefergedeckten Glockenhaube bedeckt wurde.
Der Innenraum des Langhauses ist mit einer Flachdecke überspannt. Das Erdgeschoss des Kirchturms ist zum Langhaus mit drei spitzbogigen Öffnungen zum Langhaus geöffnet, das Langhaus zum Chor mit einem Triumphbogen. In der tonnengewölbten Sakristei befindet sich eine Piscina, im Chor stehen zwei kleine Sakramentshäuser. Im Westen des Langhauses befindet sich eine Empore, auf der die 1870 von Albert Lang gebaute Orgel steht. Zur Kirchenausstattung gehört eine 1708 gebaute Kanzel mit Schalldeckel. Das Kirchengestühl stammt von 1706. Zur weiteren Ausstattung gehörten zwei Kronleuchter, die seit ca. 1990 im Prenzlauer Steintorturm untergebracht sind.

## Abendmahlteppich
Spätestens seit dem Ende des 18. Jahrhunderts befand sich in der Dorfkirche eine mittelalterliche Tapisserie mit der Abbildung der Sieben Schmerzen Mariens, die aus Wolle im Ganzen in Form einer Schlitzwirkerei gewebt wurde. Die sieben Szenen sind in sieben Feldern abgebildet, die von gotischem Maß- und Rankenwerk umfasst werden. Das Stück ist rund 120 cm hoch, 230 cm breit und erschien erstmals in einer Inventarliste der Kirche aus dem Jahr 1787. Experten halten es für möglich, dass sie im Zuge der Wiedereinweihung der Dorfkirche im Jahr 1706 als Stiftung in das Bauwerk kam. Die Öffentlichkeit wurde durch eine Reise des Landrats Joachim von Winterfeldt-Menkin im Jahr 1902 auf das Stück aufmerksam. Er reiste in seiner Rolle als Vorsitzender des 1898 in Prenzlau gegründeten Uckermärkischen Museums- und Geschichtsverein auf der Suche nach potenziellen Museumsstücken durch die Region. Von Winterfeldt-Menkin gelang es, die Tapisserie 1908 als Leihgabe in den Einflussbereich des Vereins zu bringen. Dort erschien es im genannten Jahr in einem von Erich Blume erstellten Inventardruck. Ein Jahr zuvor war das Stück in der Berliner Gobelin Manufaktur Wilhelm Ziesch & Co. gereinigt und repariert worden. Im Jahr 1909 konnte es im Rahmen der Internationalen Volkskunstausstellung besichtigt werden. Es ist unklar, ob die Kirchengemeinde hiervon erfuhr. Anschließend kam das Stück in das Prenzlauer Museum und war dort eines der Hauptattraktionen.
Im Jahr 1912 war die Kirchengemeinde in finanzielle Schwierigkeiten geraten und forderte das Stück zurück, um es zu veräußern. Damit kam es in Folge zu einer langjährigen juristischen Auseinandersetzung um die Frage, wer Eigentümer des Abendmahlsteppich sei. Der Verein verknüpfte die Rückgabe an Bedingungen und machte über von Winterfeldt-Menkin außerdem seinen Einfluss geltend, in dem er Verhandlungen zwischen der Kirchengemeinde und dem Berliner Kunstgewerbemuseum platzen ließ. Dieses hatte für das Stück 20.000 Reichsmark (RM) in Aussicht gestellt. Der Verein selbst wollte das Stück für nur 10.000 RM erwerben und machte unter anderem die Reparaturkosten geltend. Durch den Ersten Weltkrieg verzögerten sich die Verhandlungen. In dieser Zeit erschien eine malerische Nachahmung des Hindenburger Gobelins im dritten Band der Publikationsreihe Kunstdenkmäler der Provinz Brandenburg. Das Werk ist mit W. Lindner signiert und könnte auf die seit 1904 in Berlin ansässige Graphische Kunstanstalt für Protogravüre & Kupferdruck Wilhelm Lindner hinweisen. Die Farbtafel wurde 1927 im Heimatkalender für den Kreis Prenzlau abgedruckt. In diesem Jahr hatte der Verein eine Vergrößerung seiner Ausstellungsfläche geplant. Die Kirchengemeinde brachte den Fall vor das Berliner Kammergericht, das 1929 dem Museum auferlegte, die Tapisserie der Kirchengemeinde ohne Erstattung der Reparaturkosten auszuhändigen. Durch eine Berichterstattung in der Berliner Presse wurden überregional tätige Kunstsammler auf das Werk aufmerksam, woraufhin das Evangelische Konsistorium der Mark Brandenburg der Kirchengemeinde den Verkauf an Privatsammler explizit untersagte. Verhandlungen mit verschiedenen Museen scheiterten unter anderem durch die Weltwirtschaftskrise. Der Kirchengemeinde gelang es schließlich, im Jahr 1931 mit dem Märkischen Museum in Berlin einen Leihvertrag abzuschließen. Nachdem es den Zweiten Weltkrieg unbeschadet überstanden hat, lagert es im Jahr 2024 in einem Depot der Stiftung Stadtmuseum Berlin.